# كيني كاتلر
كيني كاتلر (بالإنجليزية: Kenny Cutler)‏ هو لاعب كرة قدم أمريكي، ولد في 8 مارس 1982 في ريتشموند في الولايات المتحدة. شارك مع منتخب الولايات المتحدة تحت 20 سنة لكرة القدم. أما مع النوادي، فقد لعب مع ريال سالت ليك.

## وصلات خارجية
- كيني كاتلر على موقع الدوري الأمريكي (الإنجليزية)
- كيني كاتلر على موقع قاعدة بيانات كرة القدم.إي يو (الإنجليزية)